# La Dépêche du Midi
La Dépêche, formalmente La Dépêche du Midi, é um jornal diário regional, publicado em Toulouse, no sudoeste da França, com 17 edições diferentes na região do Midi-Pirenéus, tendo sido fundado em 1870 As principais edições locais são para as áreas de: Toulouse, Ariège, Aude, Aveyron, Haute-Garonne, Gers, Lot, Lot-et-Garonne, Hautes Pyrénées, Tarn, e Tarn-et-Garonne.
O jornal foi publicado pela primeira vez em 02 de outubro de 1870, quando era chamado La Dépêche de Toulouse. Foi no La Dépêche que o político socialista Jean Jaurès escreveu seus primeiros artigos. O jornal também publicou artigos de Georges Clémenceau. No caso Dreyfus, o jornal primeiro insistiu que Alfred Dreyfus tinha dado segredos militares aos alemães, mas em seguida o apoiou.
O papel caiu sob controle alemão depois da ocupação de 1940. Tal como outros jornais que tinham colaborado com os nazistas durante a guerra, La Dépêche de Toulouse foi fechado pelo governo do pós-guerra em 1944. Ele reapareceu com seu nome atual em 1947.